# Horst F. Pampel
Horst F. Pampel (* 11. Juli 1934 in Karlsruhe; † 28. Juli 2010 in Mühlacker) war ein badischer Heimatforscher.

## Leben und Wirken
Horst F. Pampel wurde in der Karlsruher Innenstadt geboren. Er war in Karlsruhe am Badischen Staatstheater als Requisitenmeister tätig.
Pampel war Herausgeber und Verfasser mehrerer Veröffentlichungen zur Karlsruher Stadtgeschichte sowie über viele Jahre ehrenamtlich in mehreren Karlsruher Vereinen engagiert, von denen einige von ihm gegründet bzw. mitgegründet wurden. Unter anderem war er Mitglied des Landesvereins Badische Heimat, der Landesvereinigung Baden in Europa e.V. und des Vereins „Salz des Sandkorn“, dem Förderverein des Karlsruher Sandkorn-Theaters.
Zudem gehörte dem Karlsruher Literaturzirkel und dem Förderverein des Badischen Landesmuseums an.
2002 setzte sich Horst F. Pampel zusammen mit dem Karlsruher Bauhistoriker Manfred Klinkott für den Erhalt des Karlsruher Botanischen Gartens ein; beide sammelten dazu gemeinsam auf dem Europaplatz Unterschriften gegen einen geplanten Erweiterungsbau des Bundesverfassungsgerichts.
Bei den Kommunalwahlen in Baden-Württemberg 2009 kandidierte Horst F. Pampel auf der Liste der Wählergruppe Freie Wähler Karlsruhe – Bürger für Karlsruhe (BüKa) für den Karlsruher Gemeinderat.
Pampel wurde 2001 mit der Verdienstmedaille des Verdienstordens der Bundesrepublik Deutschland ausgezeichnet.
Horst F. Pampel lebte im Karlsruher Stadtteil Innenstadt-West; er starb Ende Juli 2010 im Alter von 76 Jahren und wurde auf dem  Karlsruher Hauptfriedhof christlich bestattet. Die Trauerfeier stand unter dem Bibelwort „Suchet der Stadt Bestes“ (Jer 29,7 ).

## Ehrungen
- 2001: Verdienstmedaille des Verdienstordens der Bundesrepublik Deutschland
- 2005: Ehrenvorsitz des Bürgervereins Stadtmitte
- Ehrenmitgliedschaft des von ihm mitgegründeten Vereins Literatenrunde e.V., Karlsruhe

## Publikationen
- Mikrokosmos einer Stadt. Die Chronik der Viktoriastraße. Karlsruhe 1986.
- Karlsruhe – Zwischen den Zeilen der Chronik.  Karlsruhe o. J. (1988).
- Karlsruhe – 275 Jahre Perspektiven, Perioden und Persönlichkeiten. Karlsruhe o. J. (1990).
- 100 Jahre Bürgerverein Stadtmitte. Festschrift zum 100jährigen Jubiläum. Karlsruhe 2001.